# Haibach ob der Donau
Haibach ob der Donau är en ort och kommun  i Österrike. Den ligger i distriktet Eferding i förbundslandet Oberösterreich, 180 kilometer väster om huvudstaden Wien.
Kommunen består av 35 orter (Ortschaften) (inom parentes invånarantal 1 januari 2024):

- Au (8)
- Bach (73)
- Berg (11)
- Donauleiten (2)
- Dorf (58)
- Eckersdorf (24)
- Gemersdorf (36)
- Grub (38)
- Haibach ob der Donau (484)
- Hinterberg (31)
- Inzell (18)
- Kobling (6)
- Kolleck (0)
- Komas (63)
- Lehen (14)
- Linetshub (21)
- Mannsdorf (66)
- Moos (25)
- Mühlbach (6)
- Obergschwendt (14)
- Oberhub (51)
- Oedt (24)
- Pamet (11)
- Pichl (8)
- Pühret (18)
- Reith (21)
- Rennersdorf (8)
- Schauerdoppl (5)
- Schlögen (23)
- Schlögenleiten (17)
- Sieberstal (20)
- Starz (2)
- Untergschwendt (12)
- Wies (0)
- Wiesing (60)